# قلعة قريش
قلعة قريش (بالروسية: Кала-Корейш) - مستوطنة تاريخية مهجورة في جبال داغستان. تقع القرية في منطقة داخادايفسك على بعد 176 كم عن العاصمة الداغستانية محج قلعة إلى جنوب غرب.